# غار یخی

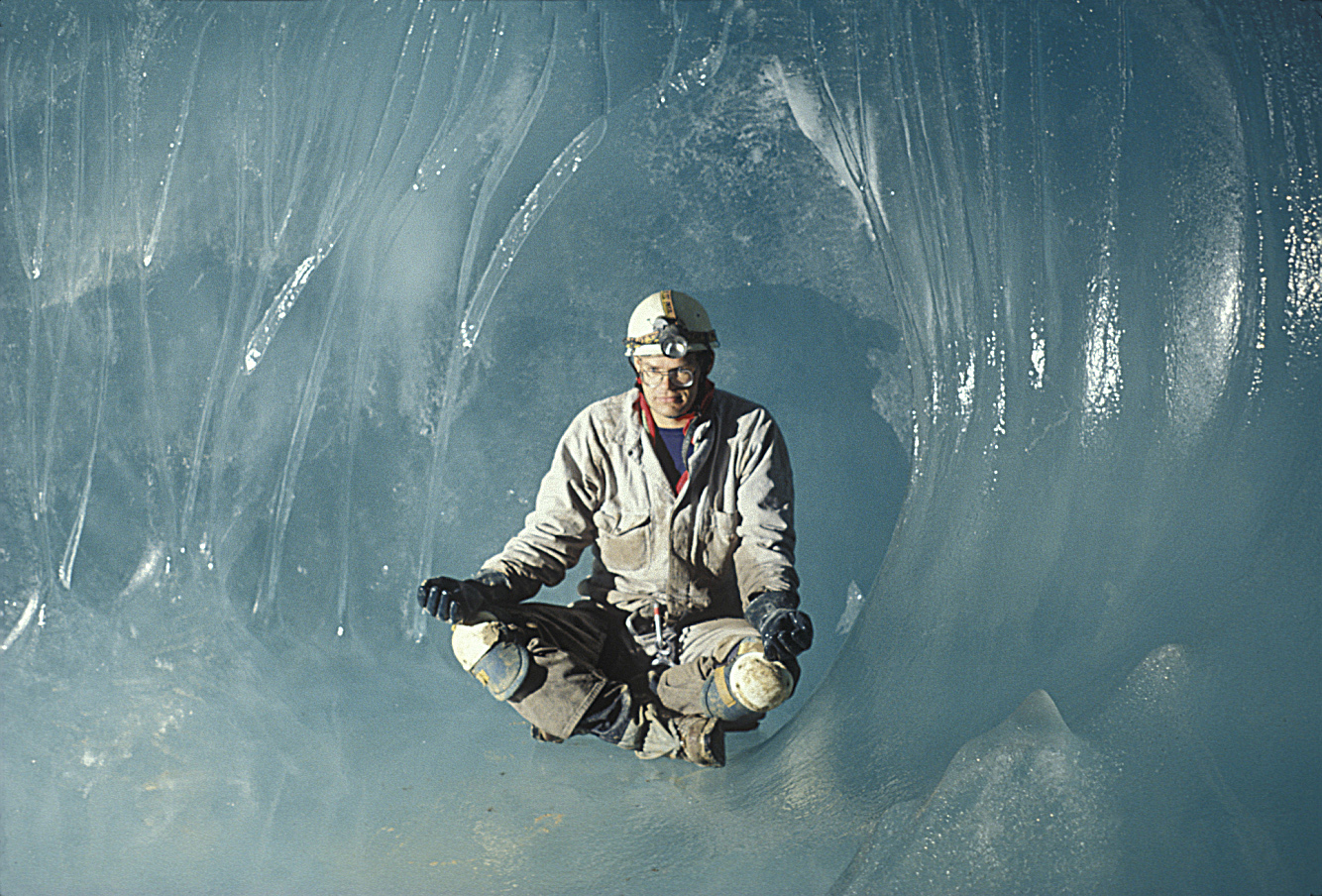
حوض‌چهٔ آب و یخ درون یک غار یخی

غار یخی به هر غار طبیعی (عمدتاً غارهای آتش‌فشانی و غارهای آهکی) گفته می‌شود که مقدار قابل توجهی یخ دایمی درون خود داشته باشد یا دست کم بخش یا بخش‌هایی از غار باید در تمام طول سال دمایی زیر صفر درجه سانتیگراد یا ۳۲ درجه فارنهایت داشته باشد و آب باید به منطقهٔ زیر صفر غار جریان داشته باشد. مثال غار یخ‌مراد در ایران.
عنوان غار یخی اغلب اوقات برای وصف حفره‌هایی که به وسیلهٔ یخ تشکیل می‌شوند استفاده می‌شود که نام درست آن غار یخچالی است.